# Kolej Iwangorodzko-Dąbrowska
Kolej Iwangorodzko-Dąbrowska (ros. Ивангородо-Домбровская железная дорога, Iwangorodo-Dombrowskaja żeleznaja doroga, również Droga Żelazna Iwangorodzko-Dąbrowska, Kolej Dęblin–Dąbrowa Górnicza) – historyczna linia kolejowa w Królestwie Polskim łącząca Dęblin (wówczas Iwangorod) i Zagłębie Staropolskie z Zagłębiem Dąbrowskim.
Linia była szerokotorowa, po I wojnie światowej Polacy przebudowali ją na kolej normalnotorową. Przebiegała przez Radom, Skarżysko-Kamienną, Kielce, Olkusz do Dąbrowy Górniczej, a z bocznicami również do Sosnowca i Granicy.

## Uwarunkowania polityczne i gospodarcze

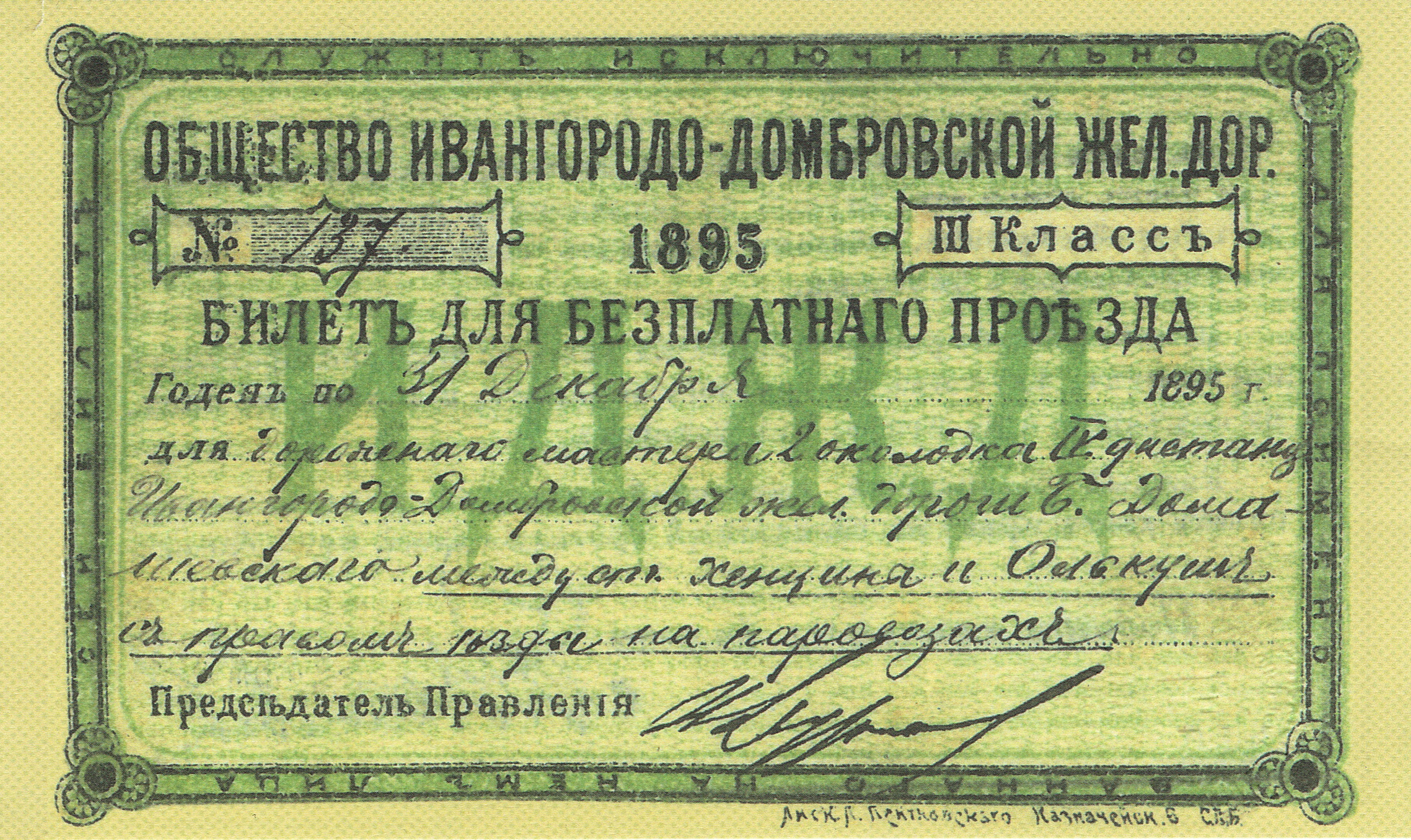
Bilet kolejowy z 1895 r.

W Królestwie Polskim Rosjanie celowo utrzymywali stan opóźnienia gospodarczego, hamując rozwój przemysłu oraz kolei żelaznych. Po pierwsze rozwinięty przemysł zwiększyłby potencjał wojskowy obszaru zagrożonego ewentualnym powstaniem, a równocześnie ewentualne powstanie odcinałoby Rosję od dóbr tam produkowanych. Jasnym więc było, że lepiej inwestycje prowadzić na terenach pewniejszych. Po drugie Rosjanie obawiali się, że budując linie kolejowe stworzą drogę umożliwiającą wtargnięcie licznym siłom wroga głęboko w obszar ich terytorium, czemu wobec słabości własnego transportu nie będą mogli się w porę przeciwstawić. Z tego powodu starano się budować linie kolejowe w głębi Rosji i nie ze wschodu na zachód, lecz z północy na południe, przewidując działania obronne swojego wojska. Tymczasem brak kolei na Kielecczyźnie, zwłaszcza w Staropolskim Okręgu Przemysłowym, był już wyraźnie odczuwalny jako hamulec rozwoju. Przemieszczanie ładunków wozami konnymi hamowało rozwój przemysłu wydobywczego i nie pozwalało należycie rozwijać produkcji ze względu na lokalny zasięg zbytu. Fabryki coraz częściej korzystające z maszyn parowych potrzebowały do opalenia węgla i chociaż pobliskie Zagłębie Dąbrowskie było w stanie wydobyć go w potrzebnej ilości, to jego dostarczenie na miejsce było niewykonalne. Powstanie kolei rozwiązałoby także problem zbytu produkowanego towaru, otwierając nowe rynki zbytu na wschodzie.

## Inicjatywy wstępne
W takich okolicznościach już w 1860 r. mieszkańcy Sandomierza starali się uzyskać połączenie z Piotrkowem, stanowiącym ważny ośrodek przemysłowy i siedzibę władz guberni. Wobec niepowodzenia, podjęto starania ponownie w 1862, tym razem z inicjatywy bankiera Hermana Epsteina. Te starania zniweczone zostały przez wybuch powstania styczniowego. W końcu sprawą budowy kolei na tym terenie zainteresował się inny bankier J.G. Bloch, dysponujący specjalnym biurem projektowym zajmującym się kolejnictwem. Z jego inicjatywy w 1867 dokonano przedwstępnych studiów nad przebiegiem drogi kolejowej do Ostrowca przez Szydłowiec. Koszt budowy linii szacowany na 20 700 rubli władze uznały za zbyt duży i w 1868 r., tak jak poprzednio, nie udzieliły koncesji na budowę.
W tym czasie rozważano też budowę linii kolejowej na trasie Piotrków Trybunalski, Końskie, Skarżysko, Starachowice, Ostrowiec, Opatów. Inna koncepcja przewidywała skierowanie kolei od Opatowa przez Stopnicę, Kazimierzę Wielką, Dąbrowę Tarnowską do Tarnowa. Jeszcze inny projekt zakładał połączenie Dęblina (Iwangorodu) z Krakowem wraz z odgałęzieniem do Dąbrowy i Koluszek.

## Decyzja
Przełom w staraniach o uruchomienie kolei żelaznej nastąpił w kwietniu 1875. W Petersburgu podczas posiedzenia Komitetu Ministrów podjęto decyzję o budowie nowej linii kolejowej z Iwangorodu do Dąbrowy (Górniczej), z odgałęzieniami do Koluszek i Ostrowca. Linia, poprzez Kolej Nadwiślańską, miała umożliwić łączność pomiędzy Zagłębiem Dąbrowskim, Łódzkim Okręgiem Przemysłowym oraz Zagłębiem Staropolskim, a dostawy węgla stworzyć dla tych rejonów zupełnie nowe perspektywy rozwoju. Minister wojny zastrzegł, że zaprojektowana linia powinna mieć rosyjską szerokość toru (1524 mm) oraz powinna przebiegać przez dwa tunele, które w razie wkroczenia wojsk nieprzyjacielskich do Królestwa Polskiego mogłyby zostać łatwo zniszczone, tym samym blokując transport kolejowy na linii.

## Bitwa o szyny
Starania o uzyskanie koncesji na budowę czyniło 16 kandydatów. Rząd zwlekał z podjęciem ostatecznej decyzji, a konkurenci z czasem wycofywali się. Na placu boju pozostały dwa przedsiębiorstwa:
- Kierowane przez Kronenberga Towarzystwo Drogi Żelaznej Warszawsko-Wiedeńskiej (DŻWW). Linia DŻWW była ostoją polskości pod zaborami, prawie wszystkie stanowiska urzędnicze obsadzone były przez Polaków. Z racji posiadania taboru normalnotorowego (o rozstawie 1435 mm) obsługującego linię Warszawsko-Wiedeńską firma przede wszystkim była zainteresowana budową jak najdłuższych odcinków normalnotorowych (co nie znaczy, że nie chciała budować kolei szerokotorowej). Punktami styku z kolejami normalnotorowymi były stacje Dąbrowa (Górnicza), Sosnowiec Główny i Granica (obecnie Sosnowiec Maczki). Tam też i na całym terenie Zagłębia Dąbrowskiego DŻWW starała się o koncesje na budowę nowych linii. Z konkurencji została wyeliminowana ukazem carskim z 1912 likwidującym Towarzystwo;
- Kierowane przez Blocha Towarzystwo Drogi Żelaznej Iwangorod-Dąbrowa (DŻID), nastawione prorosyjsko, niemające należytego doświadczenia, ale chętne budować kolej szerokotorową (1524 mm rozstawu szyn). W maju 1876 resort finansów i komunikacji podjął wstępną decyzję o powierzeniu budowy i przyszłej eksploatacji kolei właśnie Towarzystwu DŻID. Decyzję Resortu oprotestowało Towarzystwo DŻWW, którego oferta była o 1 milion rubli tańsza, a ponadto mogło się powoływać na umowę z 1857, w której gwarantowano mu pierwszeństwo w przyznaniu koncesji na budowę i eksploatację innych linii kolejowych, gdyby te miały powstawać w pobliżu linii warszawsko-wiedeńskiej. Protest skutecznie zneutralizował Bloch przypominając powstańczą przeszłość Kronenberga i eliminując go ze stanowiska.

## Realizacja

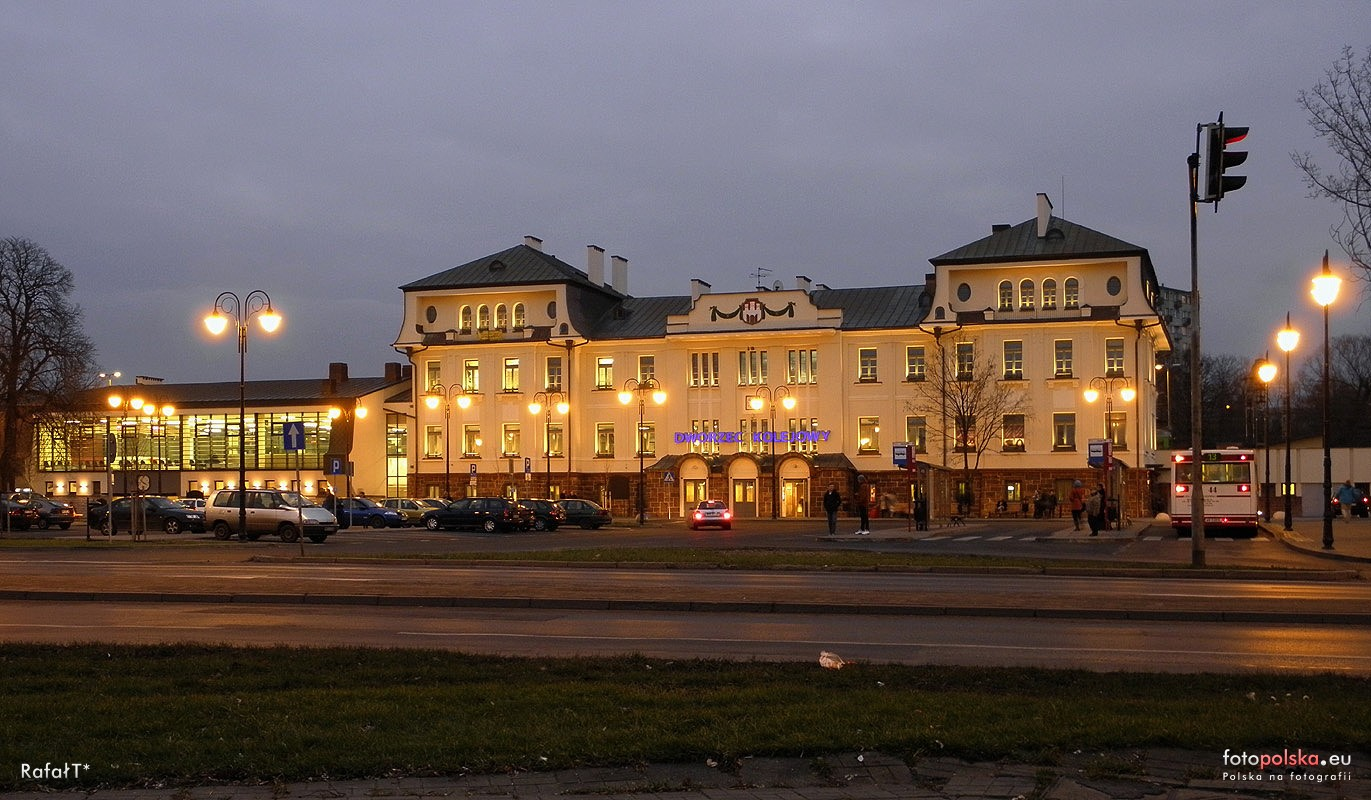
Zachowany dworzec w Radomiu

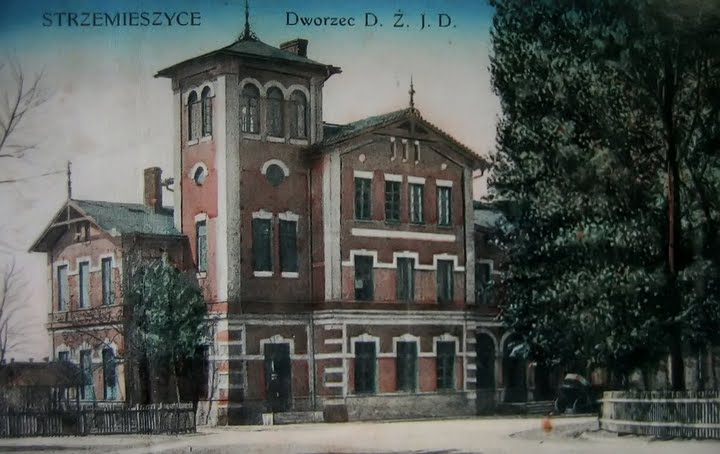
Dworzec Kolei Iwangorodzko-Dąbrowskiej w Strzemieszycach Wielkich w 1917 r.; obiekt został wyburzony, pomimo protestów mieszkańców Strzemieszyc i chęci rewitalizacji dworca

10 lipca 1881 cesarz zatwierdził koncesję Towarzystwu Drogi Żelaznej Iwangorodzko-Dąbrowskiej. Linia kolejowa w zatwierdzonej postaci miała liczyć 461,9 km i była to najdłuższa linia kolejowa w Królestwie Polskim. Fakt ten uczynił Blocha największym przedsiębiorcą kolejowym, nie tylko na terenie Królestwa Polskiego, ale ogółem w Imperium Rosyjskim. Trasa przyszłej kolei przebiegała między innymi przez następujące miejscowości: Dęblin, Radom, Bzin, Kielce, Olkusz, Sławków, Strzemieszyce, Dąbrowa. Miała odgałęzienia z Bzina (Skarżyska-Kamiennej) przez Końskie i Opoczno do Koluszek oraz w przeciwnym kierunku do Ostrowca i Bodzechowa, a także ze Strzemieszyc przez Kazimierz do miejscowości Maczki. Naczelnym inżynierem został Rosjanin Izwójtow, a jego najbliższym współpracownikiem inż. Hipolit Cieszkowski. 21 grudnia 1883 oddano do eksploatacji pierwszy odcinek z Dęblina, przez most na Wiśle do Kielc, natomiast odcinek z Kielc do Dąbrowy uruchomiono 26 stycznia 1885. Szeroki tor kończył się w Hucie Bankowej w Dąbrowie Górniczej. W Maczkach zbudowano stację szerokotorową w bliskim sąsiedztwie normalnotorowej stacji Granica. W 1887 ukończono ostatnie odcinki linii do Cesarstwa Niemieckiego i Austro-Węgier.
W 1900 r. kolej została upaństwowiona i weszła w skład Kolei Nadwiślańskich.

## Znaczenie

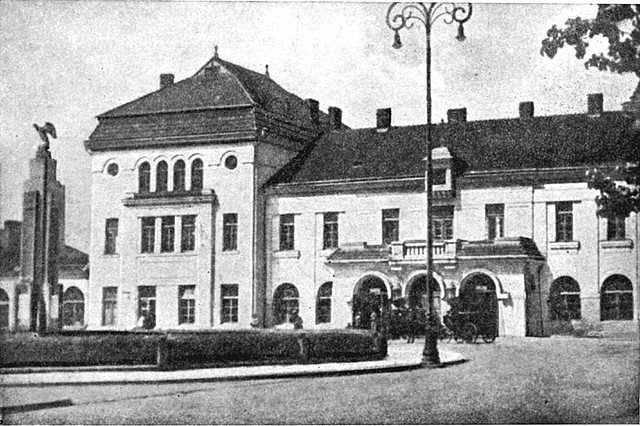
Dworzec Kolei Iwangorodzko-Dąbrowskiej w Kielcach w latach międzywojennych, wyburzony w roku 1966

Powstała linia kolejowa była bardzo korzystną inwestycją. W znacznym stopniu przyczyniła się do rozwoju przemysłu w Zagłębiu Dąbrowskim i uchroniła od całkowitego upadku Zagłębie Staropolskie, zapewniając mu dostawę surowców energetycznych i hutniczych. Inwestycja spowodowała rozwój wielu miejscowości przy niej położonych, które wykształcały się na duże ośrodki gospodarcze i miejskie.

## Współczesność
Obecnie na tym historycznym szlaku ruch pociągów pasażerskich jest umiarkowany lub mały, miejscami zamiera. Jeszcze tylko na odcinku pomiędzy Tunelem a Kozłowem stanowi on fragment ważnego, szybkiego połączenia Warszawy z Krakowem (przez CMK), natomiast na odcinku Tunel – Kozłów – Kielce – Radom część alternatywnego połączenia Krakowa ze stolicą, z wykorzystaniem przez pociągi TLK. W pozostałej części utrzymuje się ruch osobowy o znaczeniu lokalnym lub nawet jedynie towarowy. Do fragmentów szlaku przylega Linia Hutnicza Szerokotorowa.